# 申亚乡
申亚乡，是中华人民共和国西藏自治区那曲市尼玛县下辖的一个乡镇级行政单位。

## 行政区划
申亚乡下辖以下地区：
嘎青村、石康村、白尔瓦村、格玛罗玛村、甲隆村和康琼村。